# Coupe du monde de skeleton 2005-2006
La Coupe du monde 2005-2006 de Skeleton.
Le canadien Jeff Pain et la canadienne Mellisa Hollingsworth ont gagné respectivement le classement général masculin et féminin.

## Classement général masculin
| Rang | Nom              | Pays        | Points |
| ---- | ---------------- | ----------- | ------ |
| 1    | Jeff Pain        | Canada      | 580    |
| 2    | Gregor Stähli    | Suisse      | 425    |
| 3    | Eric Bernotas    | États-Unis  | 390    |
| 4    | Kevin Ellis      | États-Unis  | 365    |
| 5    | Kristan Bromley  | Royaume-Uni | 354    |
| 6    | Paul Boehm       | Canada      | 344    |
| 7    | Markus Penz      | Autriche    | 343    |
| 8    | Philippe Cavoret | France      | 277    |
| 9    | Adam Pengilly    | Royaume-Uni | 277    |
| 10   | Zach Lund        | États-Unis  | 250    |

## Classement général féminin
| Rang | Nom                   | Pays        | Points |
| ---- | --------------------- | ----------- | ------ |
| 1    | Mellisa Hollingsworth | Canada      | 630    |
| 2    | Maya Pedersen         | Suisse      | 620    |
| 3    | Diana Sartor          | Allemagne   | 418    |
| 4    | Katie Uhlaender       | États-Unis  | 377    |
| 5    | Shelley Rudman        | Royaume-Uni | 367    |
| 6    | Kerstin Jürgens       | Allemagne   | 357    |
| 7    | Lindsay Alcock        | Canada      | 350    |
| 8    | Tanja Morel           | Suisse      | 318    |
| 9    | Kelly Michelle        | Canada      | 257    |
| 10   | Julia Eichhorn        | Allemagne   | 259    |

## Résultats

### Hommes
| Date             | Lieu         | Vainqueur       | Deuxième        | Troisième        |
| 10 novembre 2005 | Calgary      | Gregor Stähli   | Jeff Pain       | Duff Gibson      |
| 17 novembre 2005 | Lake Placid  | Eric Bernotas   | Paul Boehm      | Zach Lund        |
| 8 décembre 2005  | Igls         | Gregor Stähli   | Kevin Ellis     | Zach Lund        |
| 15 décembre 2005 | Sigulda      | Jeff Pain       | Zach Lund       | Paul Boehm       |
| 12 janvier 2006  | Königssee    | Sebastian Haupt | Kristan Bromley | Philippe Cavoret |
| 19 janvier 2006  | Saint-Moritz | Jeff Pain       | Gregor Stähli   | Frank Rommel     |
| 27 janvier 2006  | Altenberg    | Jeff Pain       | Sebastian Haupt | Markus Penz      |

### Femmes
| Date             | Lieu         | Vainqueur             | Deuxième              | Troisième             |
| 9 novembre 2005  | Calgary      | Mellisa Hollingsworth | Maya Pedersen         | Katie Uhlaender       |
| 18 novembre 2005 | Lake Placid  | Maya Pedersen         | Mellisa Hollingsworth | Katie Uhlaender       |
| 9 décembre 2005  | Igls         | Carla Pavan           | Mellisa Hollingsworth | Maya Pedersen         |
| 14 décembre 2005 | Sigulda      | Maya Pedersen         | Kerstin Jürgens       | Mellisa Hollingsworth |
| 13 janvier 2006  | Königssee    | Mellisa Hollingsworth | Anja Huber            | Diana Sartor          |
| 20 janvier 2006  | Saint-Moritz | Maya Pedersen         | Mellisa Hollingsworth | Lindsay Alcock        |
| 26 janvier 2006  | Altenberg    | Maya Pedersen         | Diana Sartor          | Mellisa Hollingsworth |